# Умар ибн Абу Рабиа
’Умар ибн Абу Раби’а (араб. عمر بن أبي ربيعة‎; 644, Хиджаз — 712) — арабский лирический поэт. Основатель «омаритского» направления поэзии (омариды).
Происходил из племени бану курейш, был сыном купца, ставшего правителем небольшой области в Южной Аравии.
На слова Омара писали музыку многие знаменитые арабские музыканты.

## Биография
Жил в Медине и Мекке. Отказывался от административных постов и вел жизнь частного человека. Даже не отправился на богомолье в Медину, «чтобы посещение гроба пророка не затемнило в памяти посещения возлюбленной».
Благочестивый омейядский халиф Умар II, придя к власти, велел привести пожилого поэта в Дамаск в цепях, собираясь его сослать. Но затем его помиловал, запретив сочинять стихи, так как считал их слишком вольными и развращающими правоверных.

### Характер
«Типичный представитель богатой патрицианской буржуазии Мекки, выразитель её идеалов индивидуализма, реабилитации плоти, изысканной светской жизни, её отвращения к исламскому аскетизму, военщине, сильной, но грубой поэзии бедуинов»
«Средневековые источники рисуют обаятельный образ поэта, изображая его добрым, жизнерадостным и остроумным, хотя, возможно, и чрезмерно себялюбивым человеком. Если к этому добавить богатство поэта и его красивую внешность, то становится понятной причина его нескончаемых успехов у женщин, принёсшая ему славу первого мекканского кавалера, не упускавшего ни одной возможности поухаживать за приезжавшими в Мекку паломницами. Предание гласит, что, когда наступало время хаджа, Умар надевал дорогие, расшитые золотом одежды, натирался благовониями и отправлялся встречать прибывающий караван, дабы разыскать среди паломниц очередную подругу, причём намеченная им жертва редко отказывала во взаимности столь блистательному поклоннику, который вдобавок мог прославить её имя в своих стихах».

## Поэзия
«Исключительной тематикой, утонченным стилем и преимущественно „газельной“ формой эти стихотворения сильно отличаются от произведений предыдущей „джахилийской“ эпохи». В отличие от своих предшественников, бедуинских поэтов, воспевал не военные подвиги, а лишь любовь. «Одним из первых в истории арабской поэзии обратился к описанию любовных переживаний: состояние влюблённого в момент возникновения любовного чувства, при ссоре с возлюбленной и при возобновлении любовной связи, страдание, ревность, радость любви, любовное томление, тоска в разлуке и т. д.»
«В средние века арабы считали его непревзойдённым мастером любовной лирики. Газели Омара ибн Аби Pабиа полны любовных признаний и жалоб на неразделённую любовь. Значительное место в этих коротких стихах занимает диалог с возлюбленной. Поэт изображает характерные черты внешности, поведения и речи своих современниц».
Поэзия созданного им омаритского направления не создает ни индивидуального женского портрета, ни индивидуальной психологической характеристики. «Из этой лирики вырисовывается лишь образ некой условной „обобщённой“ возлюбленной со стереотипной внешностью, поведением и судьбой. Созданная омаритскими лириками модель любовного стихотворения в последующие столетия стала традиционной, породив бесчисленное количество произведений этого рода. Ситуации и персонажи, рисуемые Омаром и его подражателями в стихах, прочно укоренились в сознании всех сословий средневекового халифата, и народная новелла Багдада, столь блистательно представленная в собрании „Тысячи и одной ночи“, многие темы, сюжеты и характеристики восприняла у поэтов-омаридов. Следы их влияния мы можем найти и в словесном искусстве Южной Европы — в провансальской поэзии трубадуров и в новеллах Боккаччо».
Предшественник «нового стиля» (Нафас Джадид) и гедонистической школы в поэзии эпохи Аббасидов.

### Переводы
Несколько его стихотворений переведено немецкими стихами Рюккертом в его «Hamasa».

### Издания
- Омар ибн Аби Рабиа // Арабская поэзия средних веков / Пер. С. В. Шервинского; сост. И. М. Фильштинский. — М.: Художественная литература, 1975. — С. 183—240. — 768 с. — (Библиотека всемирной литературы). — 303 000 экз.
- Омар ибн Аби Рабиа. Стихи // Из классической арабской поэзии / Пер. С. В. Шервинского. — М.: Художественная литература, 1979. — С. 17—128. — 320 с. — 25 000 экз.
- Омар ибн Аби Рабиа // Поэты Востока / Пер. М. А. Курганцева. — М.: Наука (ГРВЛ), 1987. — 334 с. — 10 000 экз.

### Биографии и исследования
- Крачковский И. Ю., Омар ибн Абу Рабиa, Избр. соч., т. 2, М.—Л., 1956;
- Фильштинский И. М., Арабская классическая литература, М., 1965.